# Direccions del Senat d'Espanya
Les distintes direccions del Senat d'Espanya són:

## Direcció d'Assistència Tècnica parlamentària
Assisteix al Lletrat Major i el seu substitut al preparar, assistir i executar les matèries pròpies del Ple, la Mesa i la Junta de Portaveus del Senat.
Depenen d'aquesta direcció, el Departament de Registre i Execució Documental, formada per: la Unitat de Butlletí Oficial de les Corts Generals (Senat), el Departament de Redacció del Diari de Sessions i l'Àrea de Coordinació de Bases Documentals.

## Direcció de Comissions
Té les mateixes funcions que la Direcció de Comissions del Congrés dels Diputats.
Depenen d'aquesta direcció, el Departament d'Assistència Administrativa a les Comissions, format per tres Àrees de Comissions; el Servei d'Assistència Administrativa a Comissions i el Departament de la Comissió General de les Comunitats Autònomes, del que depén l'Àrea de la Comissió General de les Comunitats Autònomes.

## Direcció d'Estudis i Documentació
Amb les mateixes funcions que la Direcció d'Estudis i Documentació del Congrés dels Diputats.
Està formada pels Departaments: d'Estudis, d'Estudis Comunitaris, de Biblioteca, de Documentació, d'Arxiu, de Publicacions i del Servei de Documentació Autonòmica.

## Direcció d'Assumptes Econòmics
Es dedica a la gestió d'assumptes relatius a la contractació, el patrimoni, les instal·lacions, la pressupostació i la comptabilitat.
Depenen d'aquesta direcció, el Departament Econòmic, el Departament d'Infraestructures i Instal·lacions i el Departament d'Adquisicions i Subministraments.

## Direcció de Relacions Interparlamentàries
Organitza, prepara i gestiona les relacions parlamentàries del Senat. Depenen d'aquesta direcció l'Àrea de Relacions Interparlamentàries i l'Àrea de Protocol.

## Direcció de Govern Interior
Amb les mateixes funcions que la Direcció de Govern Interior del Congrés dels Diputats.
Depenen d'aquesta direcció el Servei Mèdic i el Departament de Personal i Govern Interior (integrada per l'Àrea de Personal, la Unitat de Serveis Generals d'Uixers i l'Àrea de Govern Interior, aquest últim integrat pel Gabinet Telegràfic, l'Estafeta de Correus, el Parc Mòbil del Senat i la Unitat de Garaig).

## Direcció d'Informàtica
Gestiona i assessora en tot allò relatiu als sistemes informàtics.
Està format pel Departament d'Assessorament Tècnic informàtic, dividit en les tres àrees: d'Explotació i Gestió, de Sistemes i de Desenvolupament.

## Direcció d'Intervenció
Amb les mateixes funcions que la Direcció d'Intervenció del Congrés dels Diputats.
Depén d'aquesta direcció, l'Oficina de Comptabilitat.